# Anja Schmidt
Anja Annika Margareta Schmidt, även Cederved Schmidt född 18 januari 1950 i Visby, är en svensk skådespelare, röstskådespelare och rollsättare.
Schmidt är bosatt i Malmö.

## Filmografi
- 1971 – Joe Hill
- 1983 – Torsten och Greta
- 1988 – Kuriren
- 1988 – Scooby-Doo och Ghoulskolan (röst)
- 1990 – Den svarta cirkeln
- 1990-1992 – Widget (röst)
- 1991 – Tintin (röst)
- 1991 – Jetsons (röst)
- 1994-1995 – År av drömmar
- 1996 – Space Jam (röst)
- 1999 – Mupparna i rymden (röst)
- 2003 – En ö i havet
- 2005 – Wallander – Mörkret
- 2010 – Wallander – Vittnet